# Józef Kardyś
Józef Kardyś (ur. 18 kwietnia 1929 w Krzemienicy, zm. 15 września 2011 w Łomiankach) – polski doktor nauk ekonomicznych i polityk.

## Życiorys
Syn Szymona i Stanisławy. Od 1949 do 1952 był agronomem w państwowym ośrodku maszynowym w Głubczycach, a w latach 1952−1956 studentem Wyższej Szkoły Rolniczej w Olsztynie. Został doktorem nauk ekonomicznych.
Był członkiem Polskiej Partii Robotniczej od 1948 i Polskiej Zjednoczonej Partii Robotniczej od 1949. Od 1956 do 1963 kierował wydziałem organizacyjnym w Zarządzie Głównym Związku Młodzieży Polskiej. W latach 1963−1966 był instruktorem w Komitecie Centralnym PZPR, a następnie sekretarzem rolnym Komitetu Wojewódzkiego PZPR w Opolu (w latach 1966−1971). W okresie 1971−1973 pełnił funkcję I sekretarza KW PZPR w Opolu. Od 1971 członek KC PZPR. W latach 1972−1976 był posłem na Sejm VI kadencji. Od 8 marca 1973 do 12 listopada 1985 podsekretarz stanu w Ministerstwie Leśnictwa i Przemysłu Drzewnego.
Odznaczony m.in. Krzyżem Oficerskim Orderu Odrodzenia Polski, Złotym Medalem "Za zasługi dla obronności kraju" (1976), Odznaką „Zasłużonemu Opolszczyźnie” (1969) oraz Złotym Odznaczeniem im. Janka Krasickiego (1970).
Został pochowany na cmentarzu Komunalnym Południowym.